# Scarecrow (musikalbum)
Scarecrow är ett musikalbum av John Cougar Mellencamp som lanserades augusti 1985. Det var Mellencamps åttonde studioalbum och är ett av hans framgångsrikaste. De tre singlarna "R.O.C.K. in the U.S.A.", "Small Town" och "Lonely Ol' Night" blev alla topp 10-singlar på Billboard Hot 100 i USA.

## Låtlista
(där inget annas anges är John Mellencamp kompositör)
1. "Rain on the Scarecrow" (Mellencamp, George M. Green) – 3:46
2. "Grandma's Theme" (trad.) – 0:56
3. "Small Town" – 3:41
4. "Minutes to Memories" (Mellencamp, Green) – 4:11
5. "Lonely Ol' Night" – 3:45
6. "The Face of the Nation" – 3:13
7. "Justice and Independence '85" – 3:32
8. "Between a Laugh and a Tear" – 4:32
9. "Rumbleseat" – 2:58
10. "You've Got to Stand for Somethin'" – 4:32
11. "R.O.C.K. in the U.S.A. (A Salute to '60s Rock)" – 2:54

## Listplaceringar
- Billboard 200, USA: #2[1]
- Topplistan, Sverige: #9[2]